# Delta Scuti
Delta Scuti (δ Sct / δ Scuti) ist ein ungefähr 200 Lichtjahre von der Erde entfernter Riesenstern der Spektralklasse F im Sternbild Schild. Delta Scuti ist der Prototyp und Namensgeber der Delta-Scuti-Sterne, einer Unterklasse der pulsationsveränderlichen Sterne. Delta Scuti wird voraussichtlich in etwas mehr als 1 Million Jahre zum hellsten Stern am Nachthimmel werden.

## Entdeckung
Die Entdeckung von Delta Scuti geht auf die Wissenschaftler William W. Campbell und William H. Wright vom Lick-Observatorium zurück.
Mit Hilfe des Mills-Spektrographen maßen die beiden im Jahre 1900 stichprobenartig die Radialgeschwindigkeit von diversen mäßig hellen Sternen und fanden darunter einige, deren Radialgeschwindigkeit mit der Zeit variierte. Bei einem von ihnen, der zu diesem Zeitpunkt als „2 Scuti“ bezeichnet wurde, konnten sie Änderung bei seiner Radialgeschwindigkeit mit Amplituden von mehreren Kilometern pro Sekunde beobachten.
Mehr als 30 Jahre danach untersuchten Edward Fath und Attilio Colacevich dieses Objekt erneut und veröffentlichten eine kurze Zusammenfassung ihrer Erkenntnisse in der Publications of the Astronomical Society of the Pacific. Fath führte dabei eine fotometrische Studie durch, während Colacevich den Mills-Spektrographen verwendete, um die Amplitude der Radialgeschwindigkeit des Sterns genauer zu messen.
Beide ermittelten eine Periode von 0,1937 pro Tag und Colacevich behauptete, dass es sich, bei einer derartigen Kombination des Amplituden- und Periodenwertes der Radialgeschwindigkeit, nicht um einen spektroskopischen Doppelstern handeln könne. Fath stellte in seinen Schriften von 1935 zudem fotometrische Amplitudenvariationen fest und im Jahr 1937 entdeckte man innerhalb der fotometrischen Daten sogar mehrere Perioden. Anhand dieser Periodenvariabilität sowie der Veränderungen der Leuchtkraft von 0,2 Magnituden wiesen sie im Jahre 1935 nach, dass es sich hierbei um eine intrinsische Variabilität handeln musste, also, dass die Leuchtkraftänderung des Sterns ihren Ursprung „von innen her kommend“ hat und eben nicht das Ergebnis eines spektroskopischen Doppelsterns war.

## Eigenschaften
Im Jahr 1938 untersuchte der Harvardprofessor Theodore Sterne, ob eventuell radiale Pulsationen für die mehrfachen Perioden verantwortlich sein könnten, die bei diesem Stern zu beobachten waren. Dabei wurde eine zweite Periode entdeckt und es wurde eine Theorie vorgeschlagen, die das Pulsieren dieser Variante beschreiben sollte. Gemäß dieser Theorie sind die Helligkeitsschwankungen auf eine abwechselnde Ausdehnung und Kontraktion der Sternatmosphäre zurückzuführen.
Seitdem hat sich bei der Beobachtung von Delta Scuti gezeigt, dass der Stern in mehreren diskreten radialen und nichtradialen Perioden pulsiert. Die stärkste Periode hat eine Frequenz von 59,731 μHz, die nächst stärkere einen Wert von 61,936 μHz, und so weiter. Insgesamt konnten acht verschiedene Frequenzen bei diesem Stern ermittelt werden.
Die Helligkeitsschwankungen von Delta Scuti gehen über eine Amplitude von etwa 0,2 mag, die beiden dominierenden Schwingungsperioden betragen 4,65 und 4,48 Stunden. Die weiteren werden mit Werten von 2,79, 2,28, 2,89 sowie 20,11 Stunden angegeben.
Der Stern zeigt zudem Auffälligkeiten in der Metallhäufigkeit, welche denjenigen von Am-Sternen ähneln.
Er besitzt zwei optische Begleiter. Das erste ist ein Stern der Helligkeit +12,2, der 15,2 Bogensekunden von Delta Scuti entfernt ist. Der zweite ist ein Stern der Größenordnung +9,2, der sich in einem Abstand von 53 Bogensekunden zum Hauptstern befindet.